# Unidos do Mé
Sociedade Esportiva Recreativa Unidos do Mé é uma escola de samba de Rio Grande. Em 2011, sagrou-se hexacampeã consecutiva do carnaval, ao abordar em seu desfile seus 15 anos de história, e desfilar com 12 alas, quatro carros alegóricos e 300 componentes.

## Segmentos

### Presidentes
| Nome                 | Mandato        | Ref.  |
| -------------------- | -------------- | ----- |
| Luís Porciúncula     | ? - ?          | [ 1 ] |
| Carlos André Batista | ? - atualidade | [ 2 ] |

## Carnavais
| Ano  | Colocação   | Grupo    | Enredo                                                          | Ref.                 |
| ---- | ----------- | -------- | --------------------------------------------------------------- | -------------------- |
| 2002 | Vice-campeã | Especial | Wilson Mattos Branco, um cidadão rio-grandino.                  | [ 3 ]                |
| 2003 | Campeã      | Especial | Gobbi - é fantástico o mundo do escultor da arte.               | [ 4 ]                |
| 2004 | Vice-campeã | Especial | Unidos do Mé na Era Acadêmica                                   | [ 5 ] [ 6 ]          |
| 2006 | Campeã      | Especial | A volta ao mundo em uma hora.                                   | [ 7 ] [ 8 ]          |
| 2007 | Campeã      | Especial | Unidos do Mé: alucinado de amor.                                | [ 9 ]                |
| 2008 | Campeã      | Especial | Unidos do Mé na Terra do Sol Nascente.                          | [ 10 ]               |
| 2009 | Campeã      | Especial | Mé 2009: O Futuro é Possível.                                   | [ 11 ] [ 12 ]        |
| 2010 | Campeã      | Especial | Uma folia astrológica.                                          | [ 13 ] [ 14 ]        |
| 2011 | Campeã      | Especial | 15 anos de Energia Positiva na Avenida.                         | [ 15 ]               |
| 2012 | Vice-campeã | Especial | Quem viver, verá                                                | [ 16 ] [ 17 ]        |
| 2013 | 5º lugar    | Especial | Lendas e mistérios da Amazônia: As amazonas guerreiras.         | [ 18 ] [ 19 ] [ 20 ] |
| 2014 | Campeã      | Especial | Sou Papareia ontem, hoje e sempre                               | [ 21 ] [ 22 ]        |
| 2015 | Campeã      | Especial | Unidos do Mé e os viquingues fazem uma festa em Valhala         | [ 2 ] [ 23 ] [ 24 ]  |
| 2016 | Vice-campeã | Especial | Sou Unidos do Mé, Vivo o Carnaval... Nosso Patrimônio Cultural! | [ 25 ]               |

## Títulos
- Campeã em Rio Grande: 2003 (Dividido com a Academia de Samba Império Serrano), 2006, 2007, 2008, 2009, 2010, 2011, 2014 e 2015.